# Нікотера
Нікотера (італ. Nicotera, сиц. Nicotra) — муніципалітет в Італії, у регіоні Калабрія, провінція Вібо-Валентія.
Нікотера розташована на відстані близько 480 км на південний схід від Рима, 70 км на південний захід від Катандзаро, 19 км на південний захід від Вібо-Валентії.
Населення — 6357 осіб (2014).

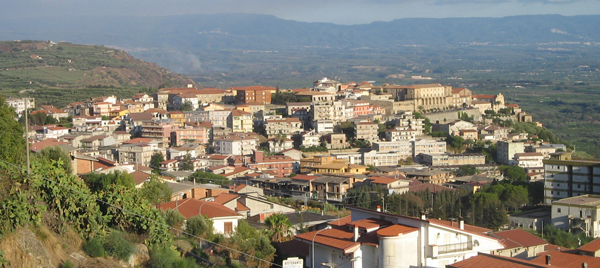

Щорічний фестиваль відбувається 21 березня; 15 серпня. Покровитель — San Giuseppe; Santa Maria Assunta.

## Демографія
Населення за роками:

Станом на 1 січня 2023 року в муніципалітеті офіційно проживав 371 іноземець з 36 країн, серед них 136 громадян країн Євросоюзу та 18 громадян України.

## Сусідні муніципалітети
- Кандідоні
- Йопполо
- Лімбаді
- Розарно
- Спілінга